# Ilova (wieś w Chorwacji)
Ilova – wieś w Chorwacji, w żupanii sisacko-moslawińskiej, w mieście Kutina. W 2011 roku liczyła 821 mieszkańców.